# Verein für Leibesübungen Bochum 1848 1979-1980
Questa voce raccoglie le informazioni riguardanti il Verein für Leibesübungen Bochum 1848 nelle competizioni ufficiali della stagione 1979-1980.

## Stagione
Nella stagione 1979-1980 il Bochum, allenato da Helmuth Johannsen, concluse il campionato di Bundesliga al 10º posto. In Coppa di Germania il Bochum fu eliminato al terzo turno dal Colonia.

## Rosa
| N. |                     | Ruolo | Calciatore           |
| -- | ------------------- | ----- | -------------------- |
|    | Germania (bandiera) | P     | Reinhard Mager       |
|    | Germania (bandiera) | P     | Werner Scholz        |
|    | Germania (bandiera) | D     | Dieter Bast          |
|    | Germania (bandiera) | D     | Michael Eggert       |
|    | Germania (bandiera) | D     | Klaus Franke         |
|    | Germania (bandiera) | D     | Hermann Gerland      |
|    | Germania (bandiera) | D     | Detlef Jaskowiak     |
|    | Germania (bandiera) | D     | Heinz Knüwe          |
|    | Germania (bandiera) | D     | Franz-Josef Tenhagen |
|    | Germania (bandiera) | D     | Lothar Woelk         |
|    | Germania (bandiera) | C     | Ulrich Bittorf       |

| N. |                     | Ruolo | Calciatore        |
| -- | ------------------- | ----- | ----------------- |
|    | Germania (bandiera) | C     | Rolf Blau         |
|    | Croazia (bandiera)  | C     | Luka Bonačić      |
|    | Germania (bandiera) | C     | Hans-Jürgen Köper |
|    | Germania (bandiera) | C     | Ata Lameck        |
|    | Germania (bandiera) | C     | Walter Oswald     |
|    | Germania (bandiera) | C     | Werner Schachten  |
|    | Germania (bandiera) | A     | Hans-Joachim Abel |
|    | Germania (bandiera) | A     | Josef Kaczor      |
|    | Germania (bandiera) | A     | Kurt Pinkall      |
|    | Germania (bandiera) | A     | Ottmar Scheuch    |

## Organigramma societario
Area tecnica
- Allenatore: Helmuth Johannsen
- Allenatore in seconda:
- Preparatore dei portieri:
- Preparatori atletici:

## Calciomercato

### Sessione estiva
| Acquisti | Acquisti        | Acquisti         | Acquisti |
| R.       | Nome            | da               | Modalità |
| -------- | --------------- | ---------------- | -------- |
| C        | Lutz Gerresheim | Westfalia Herne  |          |
| D        | Heinz Knüwe     | Herford          |          |
| A        | Kurt Pinkall    | Viktoria Colonia |          |

| Cessioni | Cessioni              | Cessioni               | Cessioni |
| R.       | Nome                  | a                      | Modalità |
| -------- | --------------------- | ---------------------- | -------- |
| A        | Heinz-Werner Eggeling | Eintracht Braunschweig |          |
| C        | Paul Holz             | Borussia Dortmund      |          |
| C        | Holger Trimhold       | Eintracht Braunschweig |          |

### Sessione invernale
| Acquisti | Acquisti | Acquisti | Acquisti |
| R.       | Nome     | da       | Modalità |
| -------- | -------- | -------- | -------- |

| Cessioni | Cessioni | Cessioni | Cessioni |
| R.       | Nome     | a        | Modalità |
| -------- | -------- | -------- | -------- |

## Risultati

### Bundesliga

#### Girone di andata
| Arbitro: | Joos |

|  |           |                                     |
|  | Marcatori | 62’ Hartwig 75’ Memering 87’ Magath |

| Arbitro: | Heitmann |

|              |           |  |
| Mattsson 43’ | Marcatori |  |

| Bochum 28 agosto 1979, ore 20:00 CEST 3ª giornata | Bochum   | 0 – 0 referto | Borussia M'gladbach | Ruhrstadion (25 000 spett.)\| Arbitro: \| Aldinger \| |
| Arbitro:                                          | Aldinger |               |                     |                                                       |

| Arbitro: | Treib |

|                 |           |  |
| Flohe 4’ (rig.) | Marcatori |  |

| Arbitro: | Horstmann |

|  |           |                |
|  | Marcatori | 40’ Rummenigge |

| Arbitro: | Redelfs |

|                                  |           |                |
| Woelk 28’ (aut.) Burgsmüller 39’ | Marcatori | 25’, 81’ Knüwe |

| Arbitro: | Ross |

|                     |           |              |
| Oswald 10’ Abel 84’ | Marcatori | 87’ Agerbeck |

| Arbitro: | Michel |

|            |           |                                         |
| Bommer 32’ | Marcatori | 18’ Knüwe 22’ Abel 84’ Blau 87’ Gerland |

| Arbitro: | Eschweiler |

|                          |           |  |
| Eggert 25’ Blau 41’, 65’ | Marcatori |  |

| Arbitro: | Meuser |

|           |           |                                |
| Klotz 59’ | Marcatori | 46’ Oswald 63’ Abel 72’ Kaczor |

| Bochum 2 novembre 1979, ore 20:00 CET 11ª giornata | Bochum   | 0 – 0 referto | Kaiserslautern | Ruhrstadion (30 000 spett.)\| Arbitro: \| Schmoock \| |
| Arbitro:                                           | Schmoock |               |                |                                                       |

| Arbitro: | Clajus |

|                        |           |  |
| Grobe 9’ Worm 83’, 89’ | Marcatori |  |

| Arbitro: | Treib |

|                 |           |  |
| Abel 80’ (rig.) | Marcatori |  |

| Arbitro: | Burgers |

|                                   |           |                 |
| Demuth 5’, 43’ (rig.) Hermann 89’ | Marcatori | 30’ (rig.) Abel |

| Arbitro: | Hennig |

|                             |           |              |
| Schuster 34’ Littbarski 76’ | Marcatori | 35’ Eggeling |

| Bochum 8 dicembre 1979, ore 15:30 CET 16ª giornata | Bochum      | 0 – 0 referto | Schalke 04 | Ruhrstadion (35 000 spett.)\| Arbitro: \| Assenmacher \| |
| Arbitro:                                           | Assenmacher |               |            |                                                          |

| Arbitro: | Dreher |

|                        |           |  |
| Röber 10’ Reinders 62’ | Marcatori |  |

#### Girone di ritorno
| Arbitro: | Ross |

|                                      |           |           |
| Hrubesch 5’, 55’ (rig.) Milewski 76’ | Marcatori | 78’ Knüwe |

| Arbitro: | Stäglich |

|            |           |  |
| Eggert 79’ | Marcatori |  |

| Arbitro: | Horeis |

|                                               |           |                       |
| Bast 53’ (aut.), 90’ (aut.) Nickel 78’ (rig.) | Marcatori | 22’ Abel 28’ Tenhagen |

| Arbitro: | Quindeau |

|                     |           |  |
| Lameck 23’ Abel 75’ | Marcatori |  |

| Arbitro: | Gabor |

|                                    |           |  |
| Horsmann 7’ Rummenigge 16’ Aas 80’ | Marcatori |  |

| Arbitro: | Ahlenfelder |

|               |           |                     |
| Abel 30’, 54’ | Marcatori | 21’ Frank 90’ Huber |

| Arbitro: | Heitmann |

|            |           |  |
| Remark 87’ | Marcatori |  |

| Bochum 14 marzo 1980, ore 20:00 CET 25ª giornata | Bochum | 0 – 0 referto | Fortuna Düsseldorf | Ruhrstadion (15 000 spett.)\| Arbitro: \| Dreher \| |
| Arbitro:                                         | Dreher |               |                    |                                                     |

| Arbitro: | Assenmacher |

|  |           |            |
|  | Marcatori | 23’ Kaczor |

| Arbitro: | Horeis |

|  |           |             |
|  | Marcatori | 20’ Förster |

| Arbitro: | Redelfs |

|                                       |           |            |
| Melzer 61’, 88’ Groh 77’ Bongartz 81’ | Marcatori | 55’ Kaczor |

| Arbitro: | Walz |

|                      |           |           |
| Pinkall 49’ Abel 85’ | Marcatori | 21’ Bruns |

| Arbitro: | Hontheim |

|  |           |            |
|  | Marcatori | 55’ Kaczor |

| Arbitro: | Schmoock |

|                                    |           |                         |
| Woelk 15’ Kaczor 28’ Abel 58’, 90’ | Marcatori | 31’ Hermann 75’ Brücken |

| Arbitro: | Redelfs |

|                        |           |  |
| Pinkall 82’ Oswald 85’ | Marcatori |  |

| Arbitro: | Joos |

|            |           |  |
| Thiele 75’ | Marcatori |  |

| Arbitro: | Walz |

|                                                           |           |                            |
| Bast 26’ Lameck 28’ Eggert 52’ Abel 70’ (rig.) Kaczor 78’ | Marcatori | 19’ Dreßel 50’ Steinkogler |

### Coppa di Germania
| Arbitro: | Gaus |

|                         |           |                                                      |
| Kraut 40’ Pfirrmann 81’ | Marcatori | 38’ Blau 44’, 70’, 71’, 89’ Eggeling 82’, 86’ Kaczor |

| Arbitro: | Wippker |

|                       |           |           |
| Oswald 13’ Kaczor 43’ | Marcatori | 55’ Bulut |

| Arbitro: | Linn |

|                        |           |                                       |
| Abel 63’, 78’ Bast 94’ | Marcatori | 15’ (rig.), 60’ Schuster 116’ Neumann |

| Arbitro: | Horstmann |

|                        |           |          |
| Müller 8’ Woodcock 33’ | Marcatori | 14’ Abel |

## Statistiche

### Statistiche di squadra
| Competizione      | Punti | In casa | In casa | In casa | In casa | In casa | In casa | In trasferta | In trasferta | In trasferta | In trasferta | In trasferta | In trasferta | Totale | Totale | Totale | Totale | Totale | Totale | DR |
| Competizione      | Punti | G       | V       | N       | P       | Gf      | Gs      | G            | V            | N            | P            | Gf           | Gs           | G      | V      | N      | P      | Gf     | Gs     | DR |
| ----------------- | ----- | ------- | ------- | ------- | ------- | ------- | ------- | ------------ | ------------ | ------------ | ------------ | ------------ | ------------ | ------ | ------ | ------ | ------ | ------ | ------ | -- |
| Bundesliga        | 32    | 17      | 9       | 5       | 3       | 24      | 13      | 17           | 4            | 1            | 12           | 17           | 31           | 34     | 13     | 6      | 15     | 41     | 44     | -3 |
| Coppa di Germania | -     | 2       | 1       | 1       | 0       | 5       | 4       | 2            | 1            | 0            | 1            | 8            | 4            | 4      | 2      | 1      | 1      | 13     | 8      | +5 |
| Totale            | 32    | 19      | 10      | 6       | 3       | 29      | 17      | 19           | 5            | 1            | 13           | 25           | 35           | 38     | 15     | 7      | 16     | 54     | 52     | +2 |

### Andamento in campionato
| Giornata  | 1  | 2  | 3  | 4  | 5  | 6  | 7  | 8  | 9  | 10 | 11 | 12 | 13 | 14 | 15 | 16 | 17 | 18 | 19 | 20 | 21 | 22 | 23 | 24 | 25 | 26 | 27 | 28 | 29 | 30 | 31 | 32 | 33 | 34 |
| --------- | -- | -- | -- | -- | -- | -- | -- | -- | -- | -- | -- | -- | -- | -- | -- | -- | -- | -- | -- | -- | -- | -- | -- | -- | -- | -- | -- | -- | -- | -- | -- | -- | -- | -- |
| Luogo     | C  | T  | C  | T  | C  | T  | C  | T  | C  | T  | C  | T  | C  | T  | T  | C  | T  | T  | C  | T  | C  | T  | C  | T  | C  | T  | C  | T  | C  | T  | C  | C  | T  | C  |
| Risultato | P  | P  | N  | P  | P  | N  | V  | V  | V  | V  | N  | P  | V  | P  | P  | N  | P  | P  | V  | P  | V  | P  | N  | P  | N  | V  | P  | P  | V  | V  | V  | V  | P  | V  |
| Posizione | 17 | 17 | 17 | 17 | 18 | 18 | 16 | 14 | 12 | 9  | 10 | 10 | 9  | 10 | 12 | 12 | 13 | 14 | 13 | 14 | 12 | 14 | 14 | 14 | 15 | 14 | 15 | 15 | 15 | 13 | 10 | 10 | 11 | 10 |

Legenda:

Luogo: C = Casa; T = Trasferta. Risultato: V = Vittoria; N = Pareggio; P = Sconfitta.

### Statistiche dei giocatori
| Giocatore     | Bundesliga | Bundesliga | Bundesliga  | Bundesliga | Coppa di Germania | Coppa di Germania | Coppa di Germania | Coppa di Germania | Totale   | Totale | Totale      | Totale     |
| Giocatore     | Presenze   | Reti       | Ammonizioni | Espulsioni | Presenze          | Reti              | Ammonizioni       | Espulsioni        | Presenze | Reti   | Ammonizioni | Espulsioni |
| ------------- | ---------- | ---------- | ----------- | ---------- | ----------------- | ----------------- | ----------------- | ----------------- | -------- | ------ | ----------- | ---------- |
| H. Abel       | 34         | 13         | 3           | 0          | 3                 | 3                 | 0                 | 0                 | 37       | 16     | 3           | 0          |
| D. Bast       | 29         | 1          | 1           | 0          | 4                 | 1                 | 0                 | 0                 | 33       | 2      | 1           | 0          |
| U. Bittorf    | 1          | 0          | 0           | 0          | 1                 | 0                 | 0                 | 0                 | 2        | 0      | 0           | 0          |
| R. Blau       | 33         | 3          | 3           | 0          | 3                 | 1                 | 0                 | 0                 | 36       | 4      | 3           | 0          |
| L. Bonačić    | 10         | 0          | 1           | 0          | 1                 | 0                 | 0                 | 0                 | 11       | 0      | 1           | 0          |
| H. Eggeling   | 13         | 1          | 0           | 0          | 1                 | 4                 | 0                 | 0                 | 14       | 5      | 0           | 0          |
| M. Eggert     | 23         | 3          | 0           | 1          | 4                 | 0                 | 0                 | 0                 | 27       | 3      | 0           | 1          |
| K. Franke     | 0          | 0          | 0           | 0          | 0                 | 0                 | 0                 | 0                 | 0        | 0      | 0           | 0          |
| H. Gerland    | 19         | 1          | 2           | 0          | 4                 | 0                 | 0                 | 0                 | 23       | 1      | 2           | 0          |
| L. Gerresheim | 5          | 0          | 1           | 0          | 2                 | 0                 | 0                 | 0                 | 7        | 0      | 1           | 0          |
| D. Jaskowiak  | 0          | 0          | 0           | 0          | 1                 | 0                 | 0                 | 0                 | 1        | 0      | 0           | 0          |
| J. Kaczor     | 27         | 6          | 1           | 0          | 2                 | 3                 | 0                 | 0                 | 29       | 9      | 1           | 0          |
| H. Knüwe      | 32         | 4          | 2           | 0          | 4                 | 0                 | 0                 | 0                 | 36       | 4      | 2           | 0          |
| H. Köper      | 0          | 0          | 0           | 0          | 0                 | 0                 | 0                 | 0                 | 0        | 0      | 0           | 0          |
| A. Lameck     | 33         | 2          | 2           | 0          | 4                 | 0                 | 0                 | 0                 | 37       | 2      | 2           | 0          |
| R. Mager      | 34         | 0          | 0           | 0          | 4                 | 0                 | 0                 | 0                 | 38       | 0      | 0           | 0          |
| W. Oswald     | 27         | 3          | 2           | 0          | 3                 | 1                 | 3                 | 0                 | 30       | 4      | 5           | 0          |
| K. Pinkall    | 7          | 2          | 1           | 0          | 0                 | 0                 | 0                 | 0                 | 7        | 2      | 1           | 0          |
| W. Schachten  | 3          | 0          | 0           | 0          | 0                 | 0                 | 0                 | 0                 | 3        | 0      | 0           | 0          |
| O. Scheuch    | 2          | 0          | 1           | 0          | 1                 | 0                 | 0                 | 0                 | 3        | 0      | 1           | 0          |
| W. Scholz     | 0          | 0          | 0           | 0          | 0                 | 0                 | 0                 | 0                 | 0        | 0      | 0           | 0          |
| F. Tenhagen   | 34         | 1          | 1           | 0          | 4                 | 0                 | 0                 | 0                 | 38       | 1      | 1           | 0          |
| L. Woelk      | 34         | 1          | 5           | 0          | 3                 | 0                 | 0                 | 0                 | 37       | 1      | 5           | 0          |